# Zarząd Radiostacji
Zarząd Radiostacji – jednostka organizacyjna Ministerstwa Poczt i Telegrafów istniejąca w latach 1952–1972, powstała w związku z dekretem 1951 r. o utworzeniu i zakresie działania Komitetu do Spraw Radiofonii „Polskie Radio” i przejściem do właściwości Ministra Poczt i Telegrafów, radiostacji Polskiego Radia i wszystkich spraw związanych z budową, rozbudową i eksploatacją tych radiostacji oraz celem wzmożenia operatywności, nadzoru i kontroli w zakresie wszelkiej radiokomunikacji, podniesienia poziomu technicznego i stopnia wykorzystania urządzeń radiokomunikacyjnych i radiofonicznych.

## Działalność
Na podstawie uchwały Prezydium Rządu z 1951 r. w sprawie utworzenia Zarządu Radiostacji ustanowiono Zarząd.
Do zakresu działania Zarządu Radiostacji należał w szczególności:
- nadzór, koordynacja, kontrola i ogólne kierownictwo działalnością podległych jednostek,
- opracowywanie planów działalności podległych jednostek i nadzór nad wykonaniem tych planów,
- opracowywanie planów rozwojowych sieci, urządzeń radiokomunikacyjnych oraz nadawczych urządzeń radiofonicznych i telewizyjnych,
- współpraca z organizacjami międzynarodowymi w zakresie podziału fal oraz radiokomunikacji, radiofonii i telewizji,
- opracowywanie norm technicznych i materiałowych oraz instrukcji organizacyjnych,
- planowanie inwestycji i nadzór nad ich realizacją,
- nadzór nad remontami i montażem urządzeń radiokomunikacyjnych, radiofonicznych i telewizyjnych,
- nadzór nad eksploatacją przydzielonego majątku,
- współpraca z centralnymi zarządami i przedsiębiorstwami w sprawie produkcji sprzętu i urządzeń radiokomunikacyjnych, radiofonicznych i telewizyjnych.

Na czele Zarządu stał dyrektor podległy bezpośrednio Ministrowi Poczt i Telegrafów. Zarządowi podlegały radiostacje lub zespoły radiostacji oraz Centralne Warsztaty jako jednostki na wewnętrznym ograniczonym rozrachunku gospodarczym. Zarząd przejął sprawy budowy, rozbudowy i eksploatacji odbiorczych i nadawczych stacji radiokomunikacyjnych państwowego przedsiębiorstwa „Polska Poczta, Telegraf i Telefon”.
Na podstawie uchwały Rady Ministrów z 1972 r. w sprawie utraty mocy obowiązującej niektórych uchwał Rady Ministrów, Prezydium Rządu, Komitetu Ekonomicznego Rady Ministrów i Komitetu Ministrów do Spraw Kultury, ogłoszonych w Monitorze Polskim zlikwidowano Zarząd.